# 面影 (テレビドラマ)
『面影』（おもかげ）はNHK「銀河ドラマ」で1970年10月26日～11月6日に放送された連続テレビドラマである。カラー作品。全10回。NHK大阪制作。

## 概要
「銀河ドラマ」第42作。天才的な職人気質の人形作家と気の勝った芸術家肌の女性との、戦前から戦後にかけての20年にわたる激しい恋を描く恋愛ドラマ。

## 物語
名人形師と謳われた久世竜泉の孫竜人は祖父を超える作品を作ろうともがきながらも、生活のため意に添わない仕事を引き受けることも少なくなく、悶々とした日々を送っていた。ある日桂真子という女性から人形が送られてきた。稚拙ではあったが斬新さがあり、竜人は激しく心を動かされる。展覧会の会場で真子と会った竜人は、彼女が貧乏画家の娘で両親に先立たれた後、弟とともに叔父深沢のもとに引き取られていることを知る。

## キャスト
久世竜人
演 - 緒形拳
桂真子
演 - 岡田茉莉子
深沢
演 - 岡田英次
小磯延
演 - 村松英子
羽鳥御風
演 - 加藤嘉　
久世園子
演 - 南風洋子
久世ゆき
演 - 梅香ふみ子
久世友子
演 - 田村寿子
桂透
演 - 山本聡
敬
演 - 斉穏寺忠雄
内弟子
龍生
演 - 岡本健
岩田
演 - 西山嘉孝
一一
演 - 松岡与志雄
泉
演 - 永野達雄
安来
演 - 早崎文司
せき
演 - 高橋芙美子
医者
演 - 弘世東作
照江
演 - 梅井茂子
その他
演 - 土屋嘉男、堀内一市、道井恵美子、元長摂、西内隆司

## スタッフ
- 原作 - 芝木好子『面影』（1969年、集英社）
- 脚本 - 小幡欣治
- 演出 - 八木雅次、宮沢俊樹
- 制作 - 山田勝美、境正顕

## 参考資料
- 「テレビジョンドラマ」（放送映画出版）